# 大巴扎 (伊斯坦布尔)

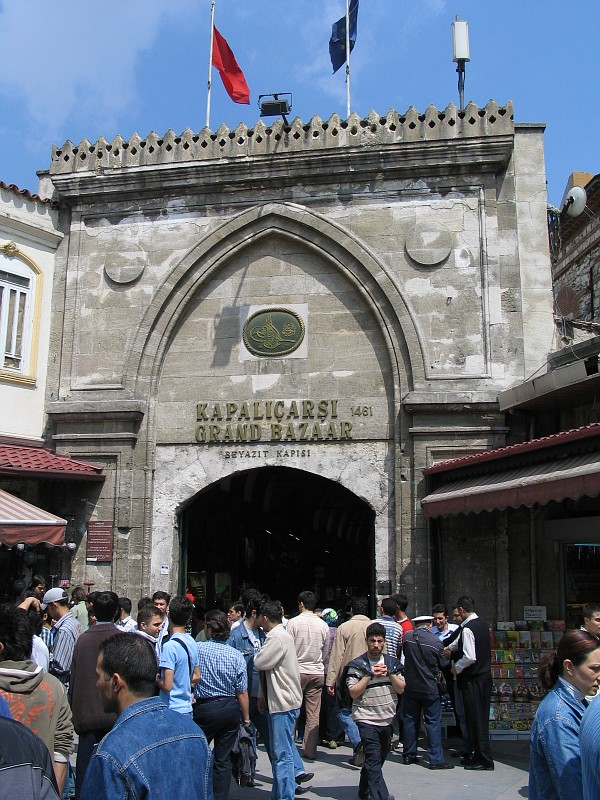
The Beyazit Gate of大巴扎

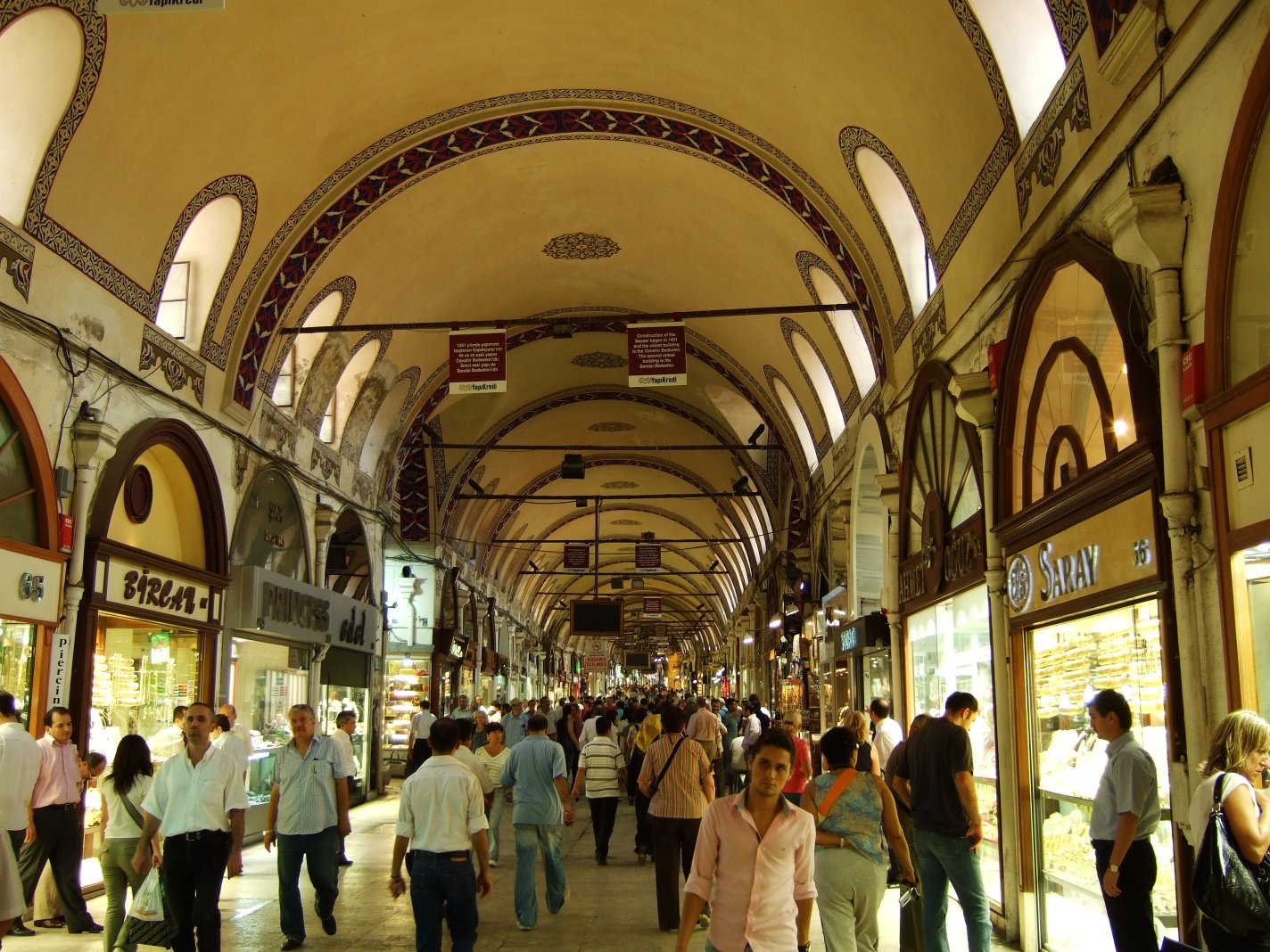
室内

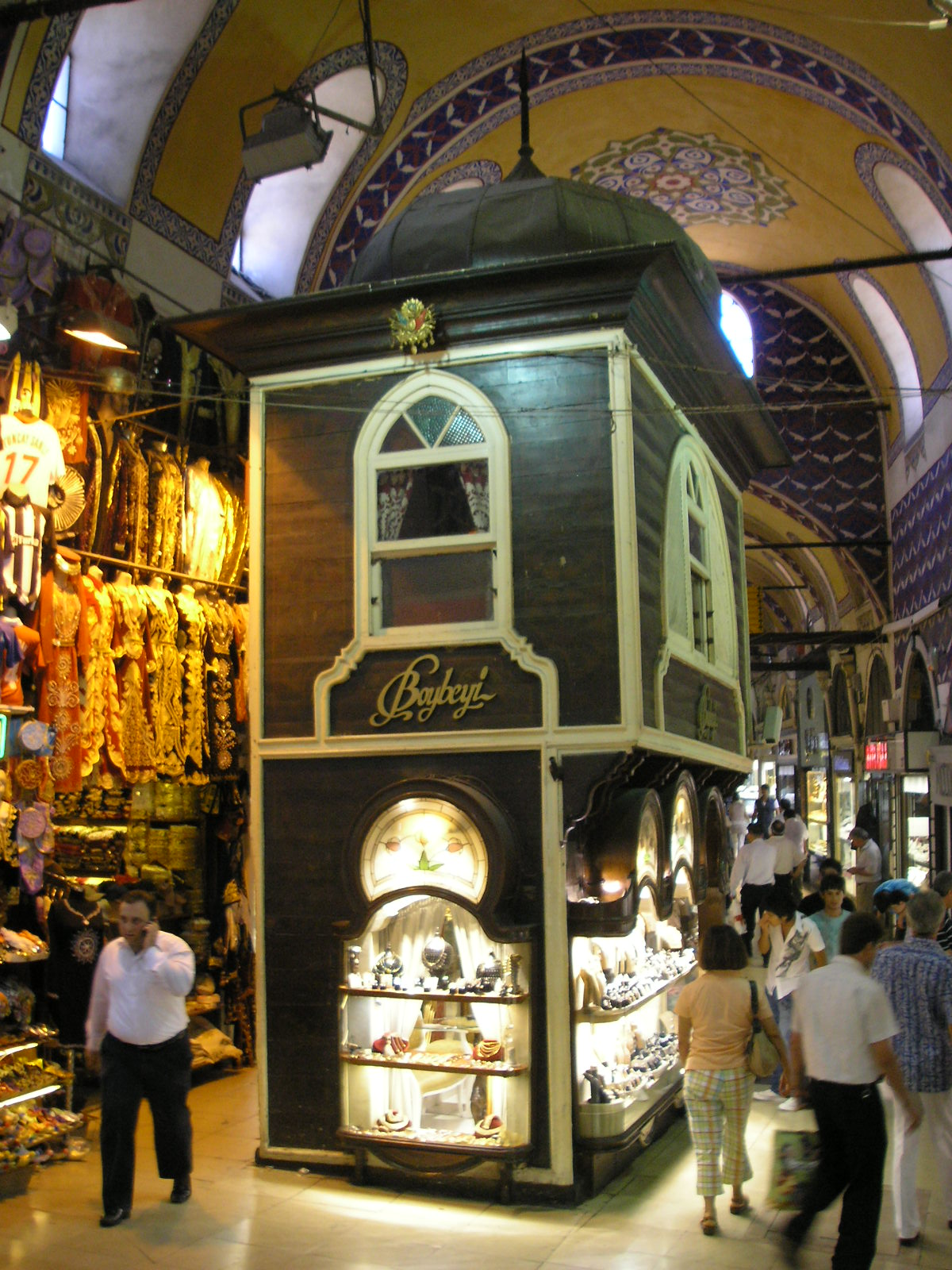
17世纪售货亭

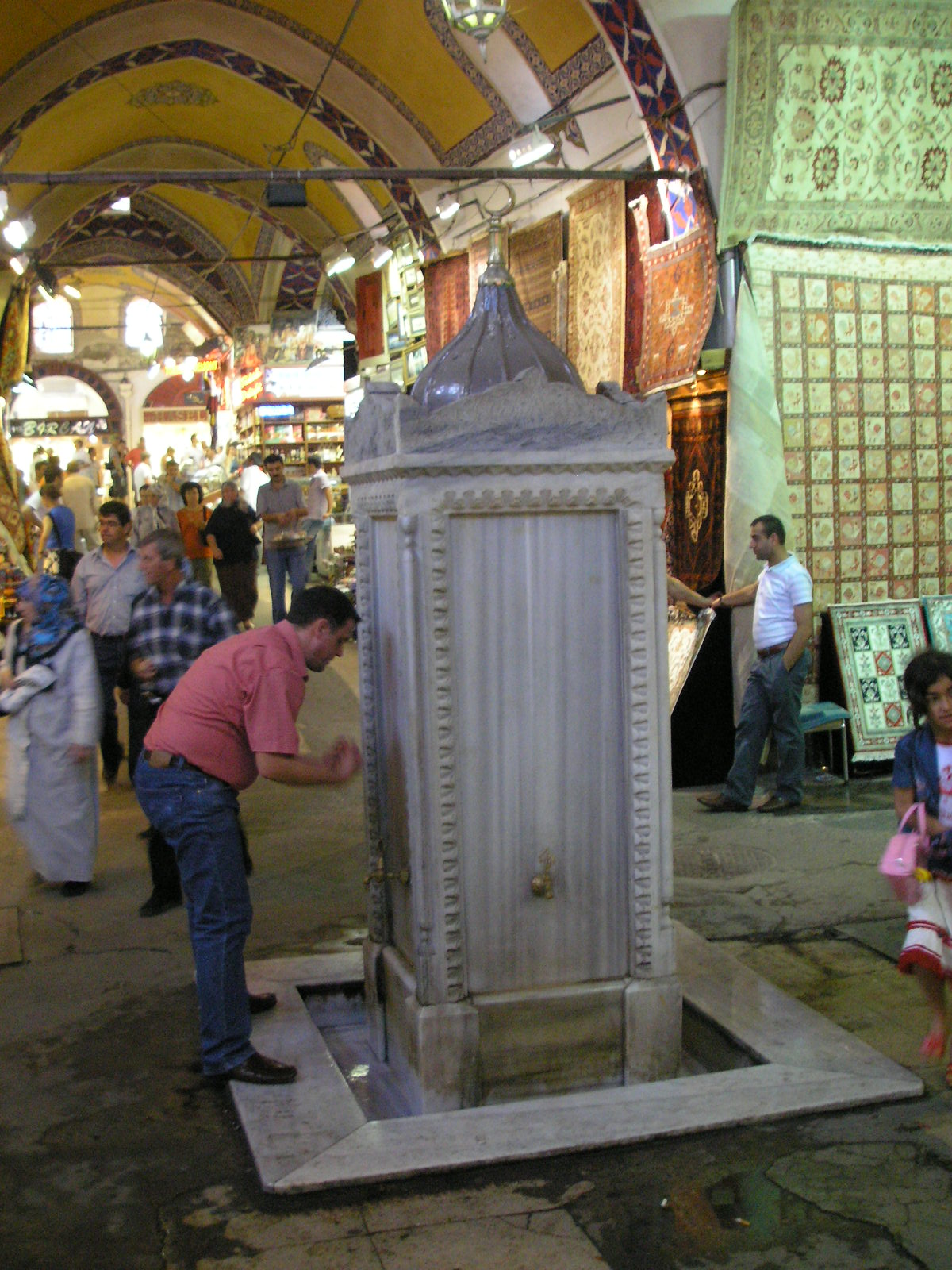
大理石饮水处

伊斯坦布尔的大巴扎 (土耳其語：Kapalıçarşı）是世界上最大、最古老的巴扎之一，有至少58条室内街道和4000多间商铺，每天吸引的顾客介于25万到40万之间。
大巴扎最初由苏丹穆罕默德二世下令，修建于1455年到1461年，以首饰，陶瓷，香料，地毯店而闻名。许多摊位分类集中经营，例如皮衣，黄金首饰等等。大巴扎内有两个bedesten（拱形砖石建筑，用于储存和保管）。大巴扎在16世纪苏丹苏莱曼一世在位期间大为扩展，1894年经历了大地震后重建。大巴扎包括12个主要建筑物，拥有22个门。
大巴扎的四个主要大门位于两条主要街道的末端，这两条街在大巴扎的西南角附近交叉。一条街结合了巴耶济德二世清真寺、巴耶济德广场和 奴魯奧斯瑪尼耶清真寺。